# Arika Okrent
Arika Okrent (AFI: /ˈɛɹɪkə ˈoʊkɹɛnt/; Evanston, ...) è una linguista ed esperantista statunitense.

## Biografia
È nipote dello scrittore e curatore editoriale Daniel Okrent. Nata da genitori di discendenza polacca e transilvana,  è stata affascinata dalle lingue fin dall'infanzia, perciò decise di perseguire la carriera nel campo della linguistica. Dopo aver frequentato il Carleton College si è trasferita in Ungheria per lavorare come insegnante per un anno. Ritornata negli USA ha ottenuto il M.A. in linguistica alla Gallaudet University di Washington, l'unica università per sordomuti del mondo; poi il Ph.D. in psicolinguistica all'University of Chicago nel 2004. Possiede un'ottima conoscenza dell'inglese, dell'ungherese, della lingua dei segni americana, del klingon, e la conoscenza passiva dell'Esperanto.
È nota soprattutto per il suo libro In the Land of Invented Languages (Nel Paese delle lingue inventate) del 2009, risultato di cinque anni di ricerca nel campo delle lingue artificiali. Nel 2011 ha partecipato al documentario The Universal Language (La lingua universale), diretto dal documentarista ed esperantista statunitense Sam Green, candidato al Premio Oscar.
Vive a Chicago con il marito Derrick Higgins, linguista computazionale, e due figli. È un'appassionata produttrice di bagel.

## Opere
- (EN)  In the Land of Invented Languages: Esperanto Rock Stars, Klingon Poets,Loglan Lovers, and the Mad Dreamers Who Tried to Build a Perfect Language, New York, Spiegel & Grau, 2009, ISBN 978-0-8129-8089-9
- (EN)  With Sean O'Neill, Highly Irregular: Why Tough, Through and Dough Don't Rhyme and Other Oddities of the English Language, New York, Oxford University Press, 2021, ISBN 978-0197539408